# استیون کوال
استیون کوال (به انگلیسی: Steven Quale) کارگردان فیلم آمریکایی که برای فیلم‌های مقصد نهایی ۵ (۲۰۱۱)،به‌سوی طوفان (۲۰۱۴) و خائنان (۲۰۱۷) شناخته شده‌است.

## آثار کارگردانی
- تاریکی (۱۹۹۸)
- سوپر فایر (۲۰۰۲)
- بیگانه‌ها در اعماق (۲۰۰۵)
- مقصد نهایی ۵ (۲۰۱۱)
- به‌سوی طوفان (۲۰۱۴)
- خائنان (۲۰۱۷)
- آلفاها (آینده) [۵]

### دستیار کارگردان
- تایتانیک (فیلم ۱۹۹۷)
- ماجراهای راکی و بولوینکل (۲۰۰۰)
- عمارت متروکه (۲۰۰۳)
- آواتار (فیلم ۲۰۰۹)
- سگ تازی (۲۰۲۰)